# Cetatea Poenari

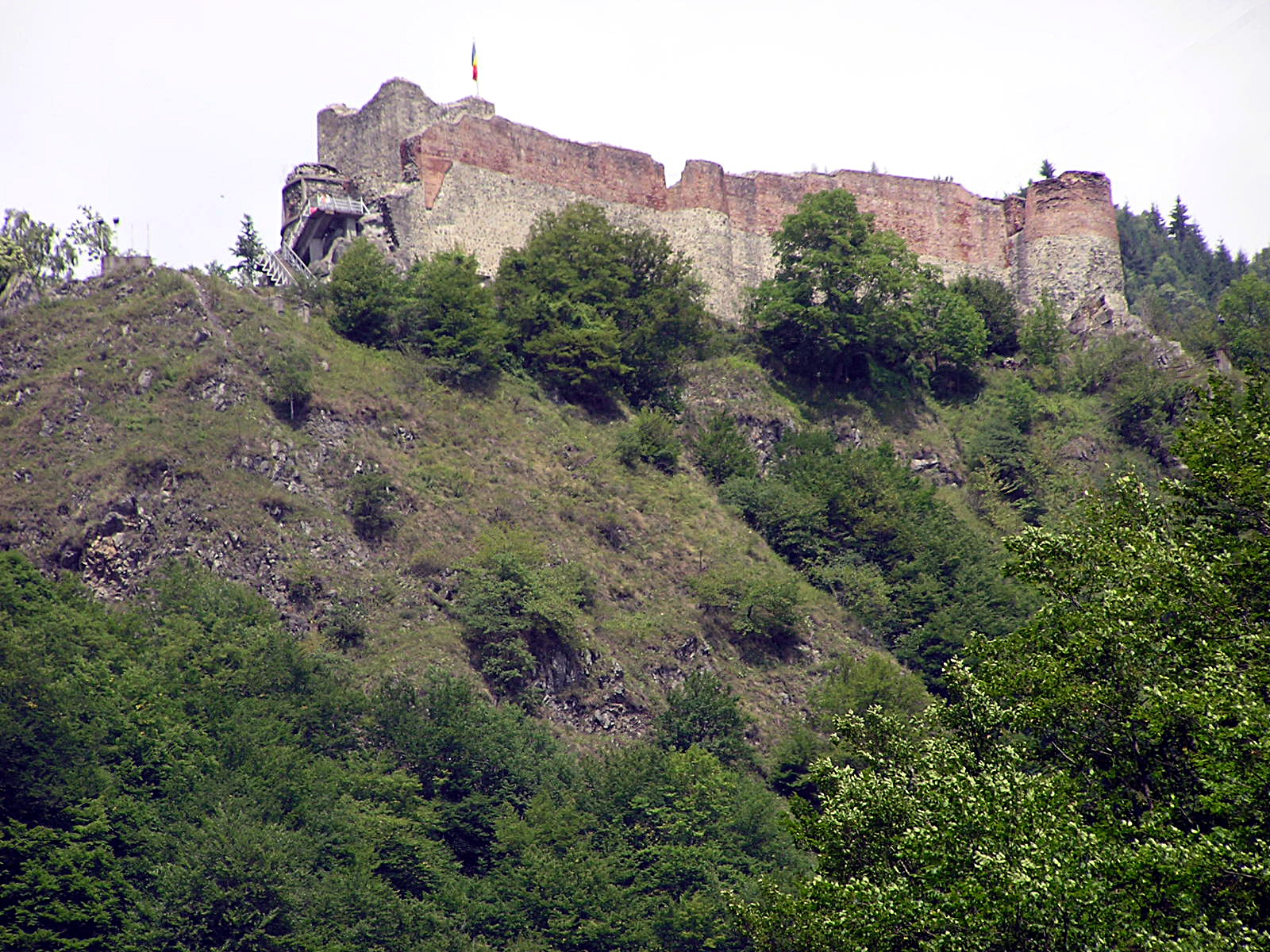
Ruinele Cetății Poenari

Cetatea Poenari este un monument istoric (cod LMI AG-II-a-A-13507) din secolul al XIV-lea aflat în județul Argeș (Căpățânenii Pământeni), Muntenia, România.

## Poziția geografică
Cetatea este situată pe un vârf de munte care domină Cheile Argeșului, lângă localitatea Arefu, la 4 kilometri de barajul și lacul de la Vidraru, pe vale mai jos, lângă centrala hidroelectrică Vidraru.

## Istoric
Inițial, pe vremea lui Negru Vodă, a fost construit un singur turn; apoi construcția a fost dezvoltată în scop de refugiu sau punct de observație de către Vlad Țepeș, adăugându-i-se turnuri, ziduri și dependințe. Cetatea Poenari a fost reședința secundară a lui Vlad Țepeș, fiind construită ca post de fortăreață contra otomanilor.
Cetatea este menționată într-un document emis de regele ungur Ladislau al V-lea Postumul. 

### Legende si asociații posibile
Legenda spune că, Vlad Țepeș, fiind urmărit de turci, a scăpat refugiindu-se în această cetate, după ce a potcovit caii cu potcoavele invers, cu fața în spate, derutîndu-și astfel urmăritorii.
Acest loc amintește unora și de bătălia numită de Nicolae Iorga "Bătălia de la Posada", din 9-12 noiembrie 1330, care a marcat emanciparea Țării Românești de sub tutela coroanei maghiare. Bătălia  este menționată în Cronica pictată de la Viena, fără o identificare exactă a locului în care s-a petrecut. Poziția acelei "posade", un substantiv comun însemnând trecătoare, nu este cunoscută. Regele Carol Robert de Anjou al Ungariei a venit într-o expediție de pedepsire a fostului său vasal Basarab I al Țării Românești (Țara Ungrovlahiei, cum i se mai zicea, adică țara vlahilor dinspre Ungaria), care din 1327 refuzase să mai plătească tributul de vasal. Regele Carol Robert a fost înfrânt în timp ce se retrăgea, într-un loc descris de Sigismund de Luxemburg într-un document din 1395 ca fiind „pe [...] culmile munților, zise în vorbirea obișnuită [locală] posada, prin niște strâmtori și poteci înguste, strânse între tufișuri mari”.

## Descriere
Cetatea Poenari se află pe un vârf de munte, la aproximativ 400 de metri față de nivelul văii. Cetatea are o forma alungită și posedă 5 turnuri, 4 rotunde și unul prismatic. Zidurile au 2-3 metri grosime.

## Obiectiv turistic
În prezent ruinele cetății sunt amenajate ca obiectiv turistic și sunt vizitate de turiști români și străini.
De la nivelul cetății se pot admira priveliștile frumoase ale văii Argeșului.
Pentru a se urca la cetate s-a construit, în zilele noastre, o scară de beton, dotată cu balustrade, cu 1480 trepte.

## Galerie de imagini

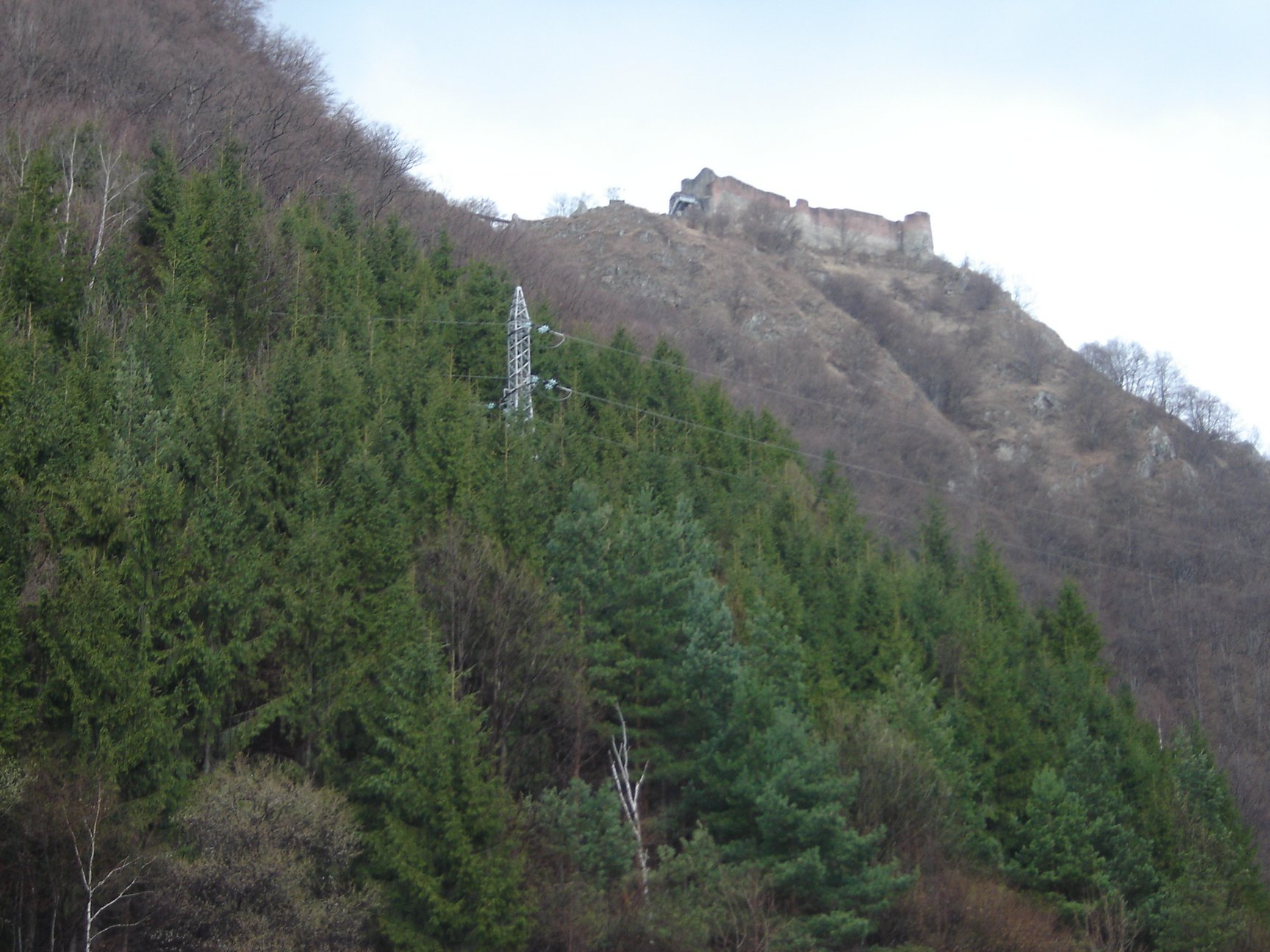
Ruinele Cetăţii Poenari
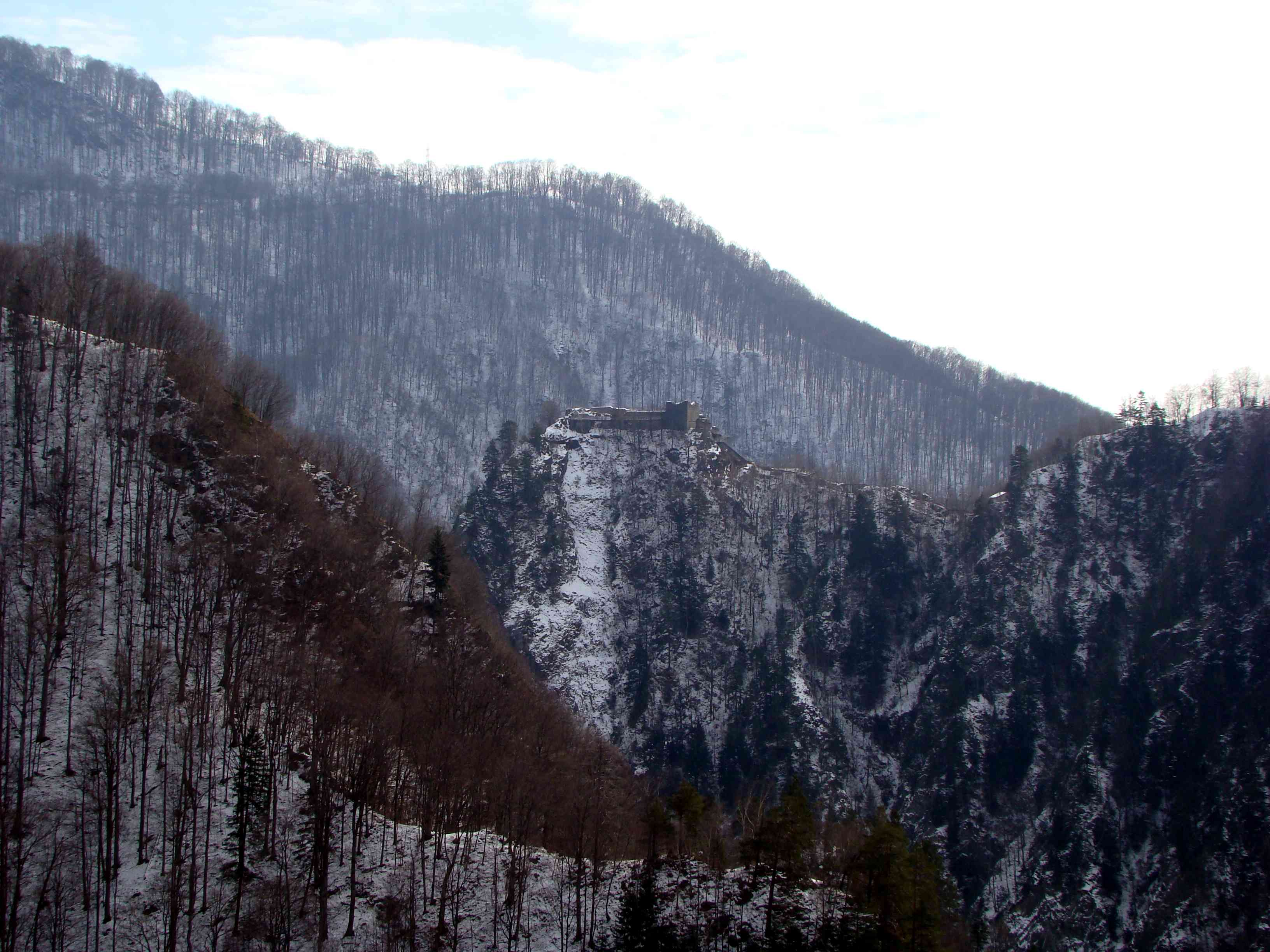
Cetatea Poenari, vedere de pe drumul spre Barajul Vidraru
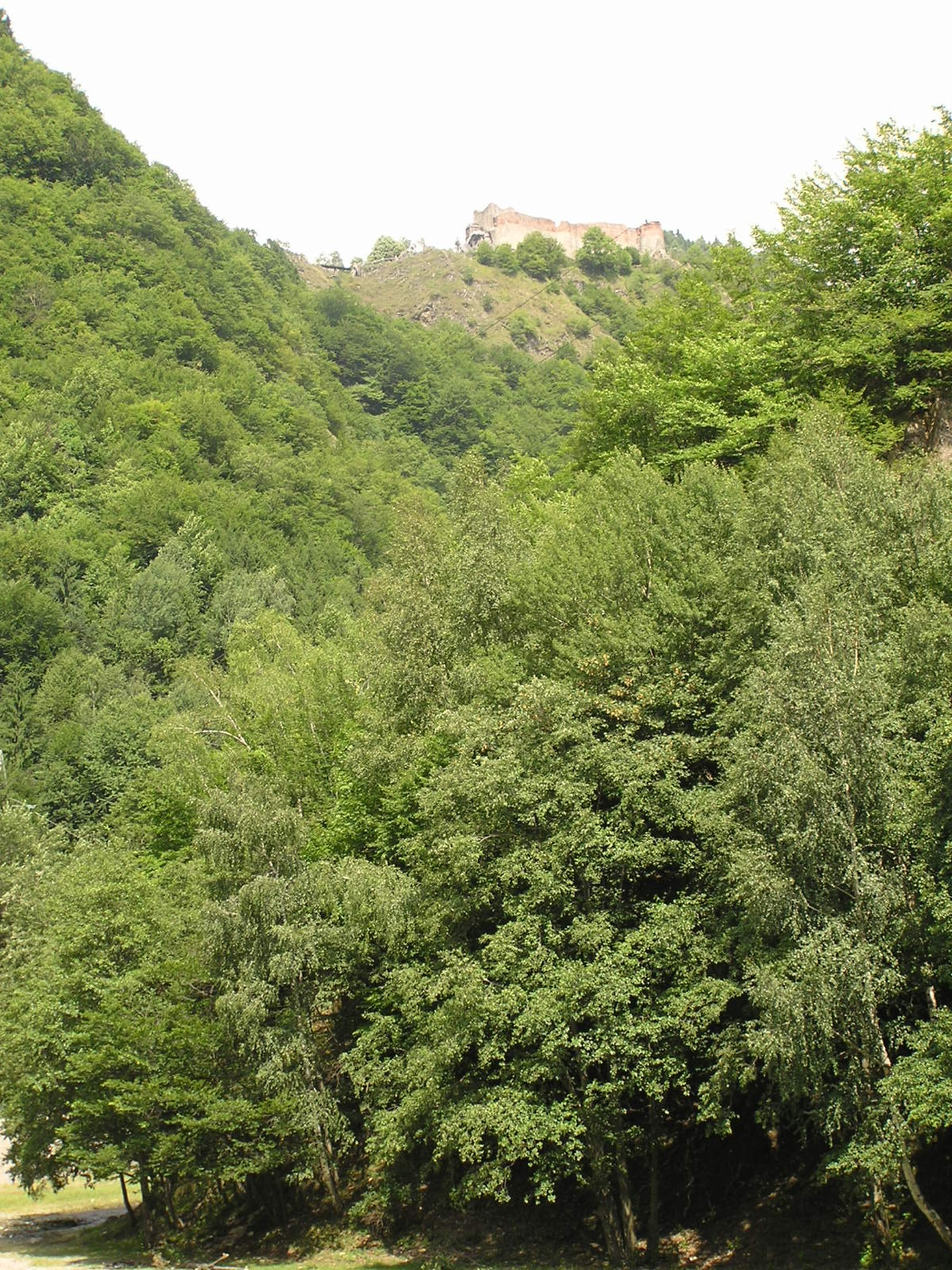
Cetatea Poenari văzută de pe drumul DN7C
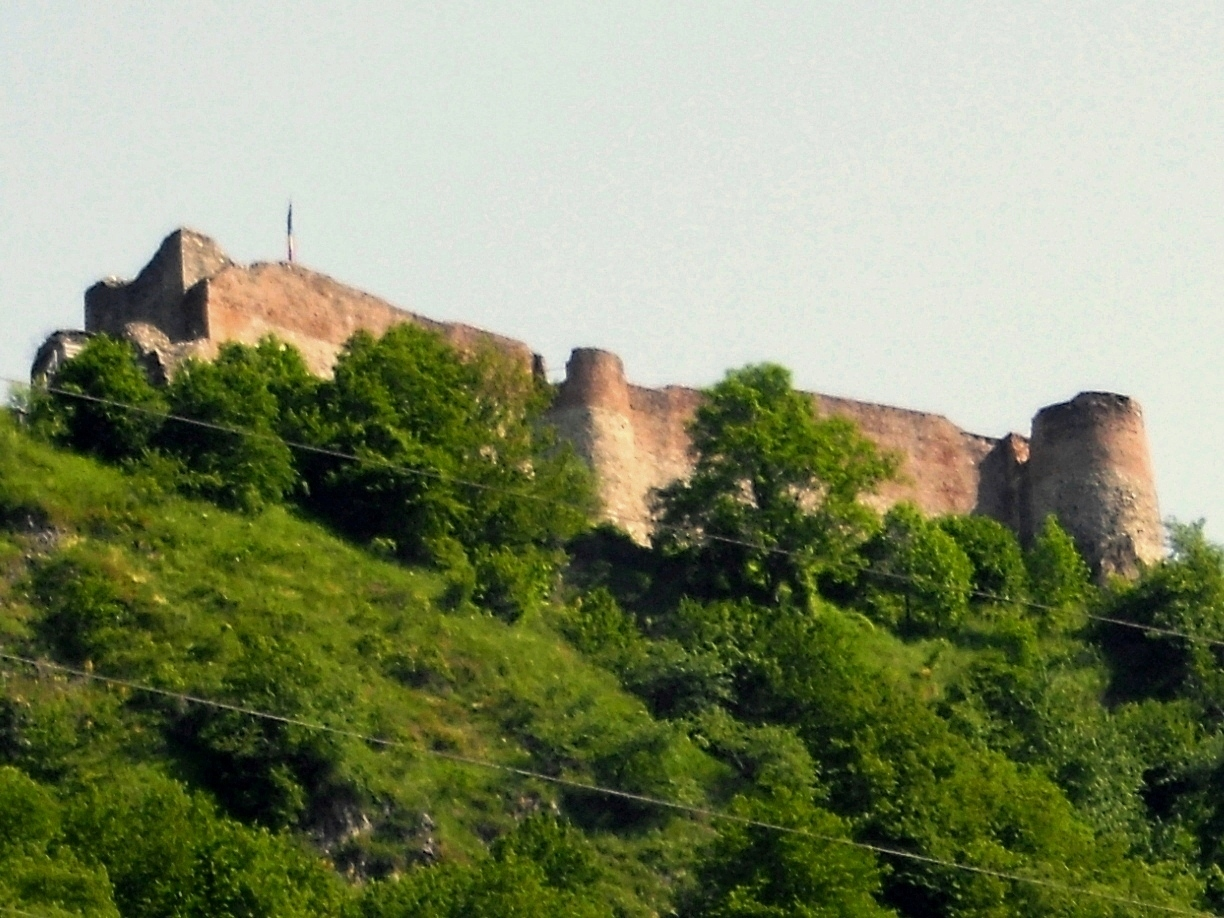
Ruinele Cetăţii Poenari
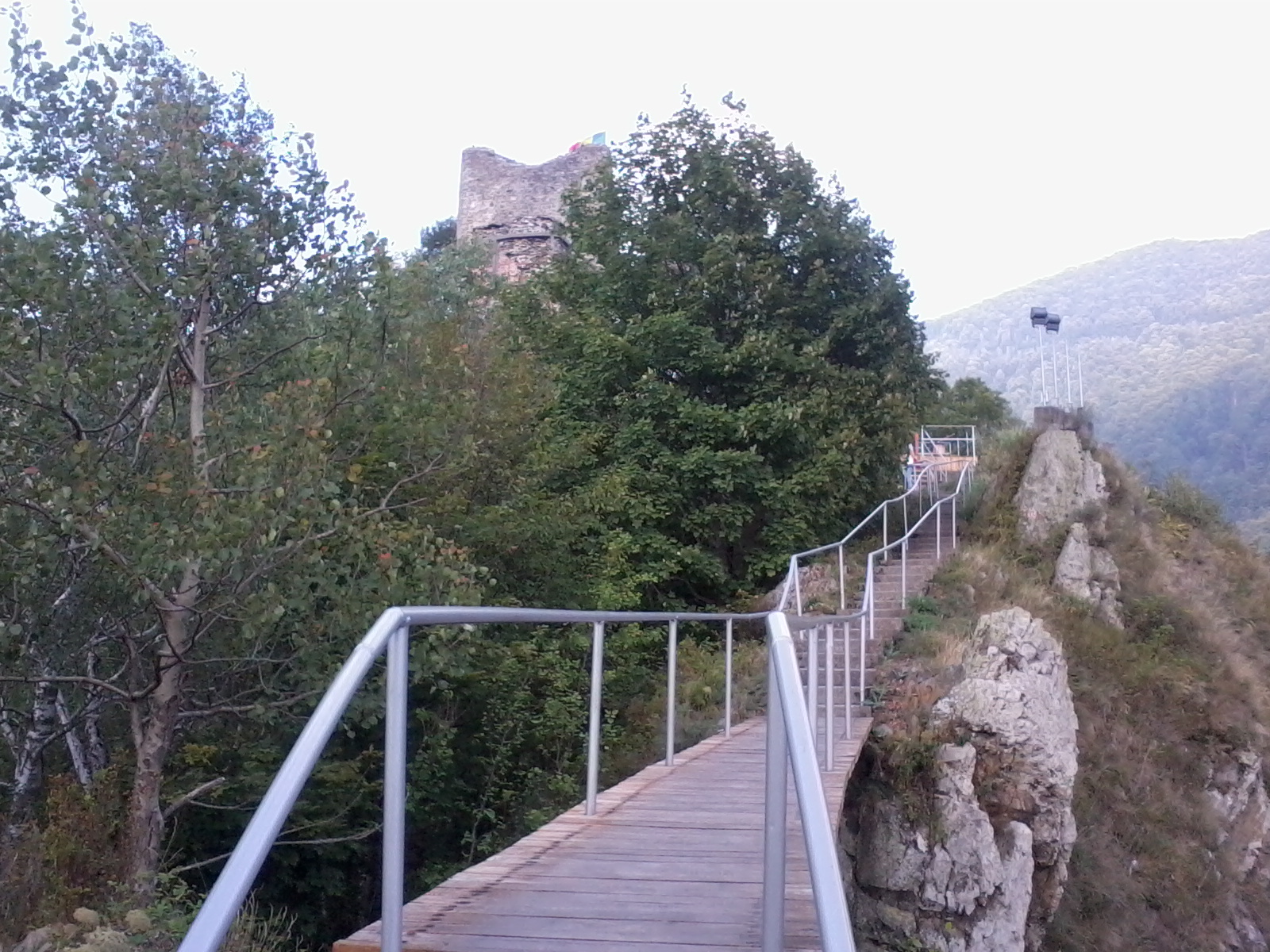
Urcare la Cetatea Poenari
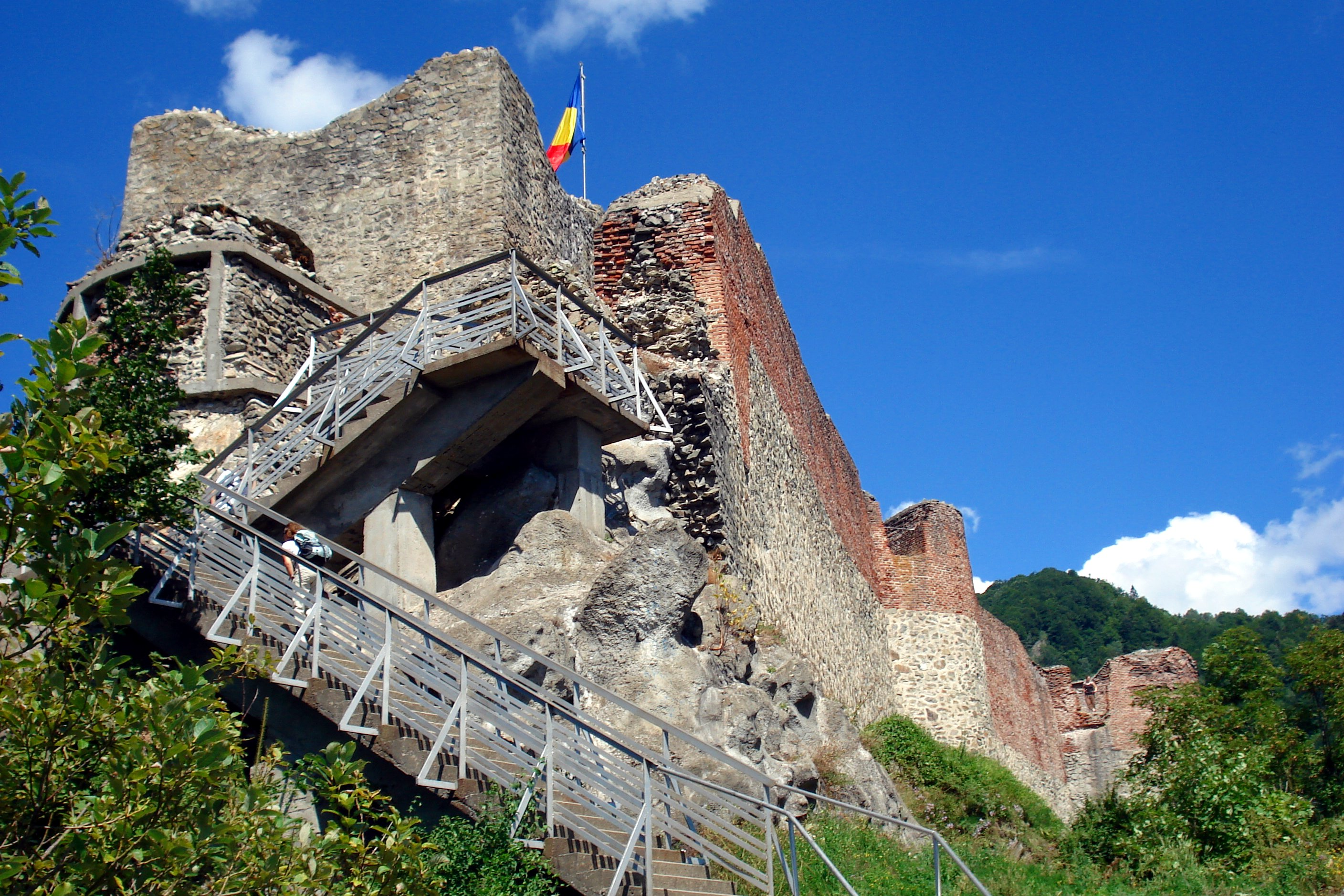
Ruinele Cetăţii Poenari
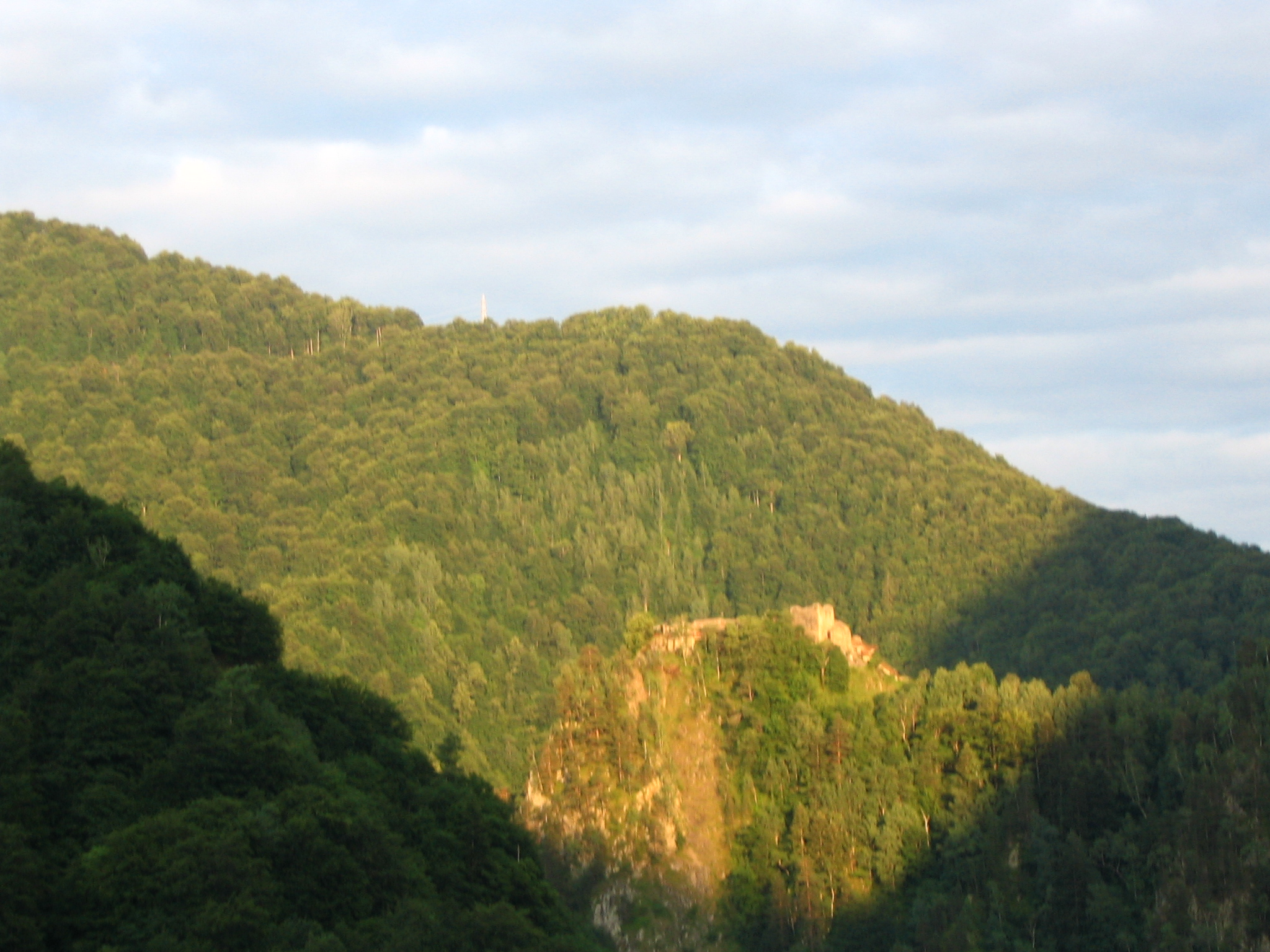
Ruinele Cetăţii Poenari
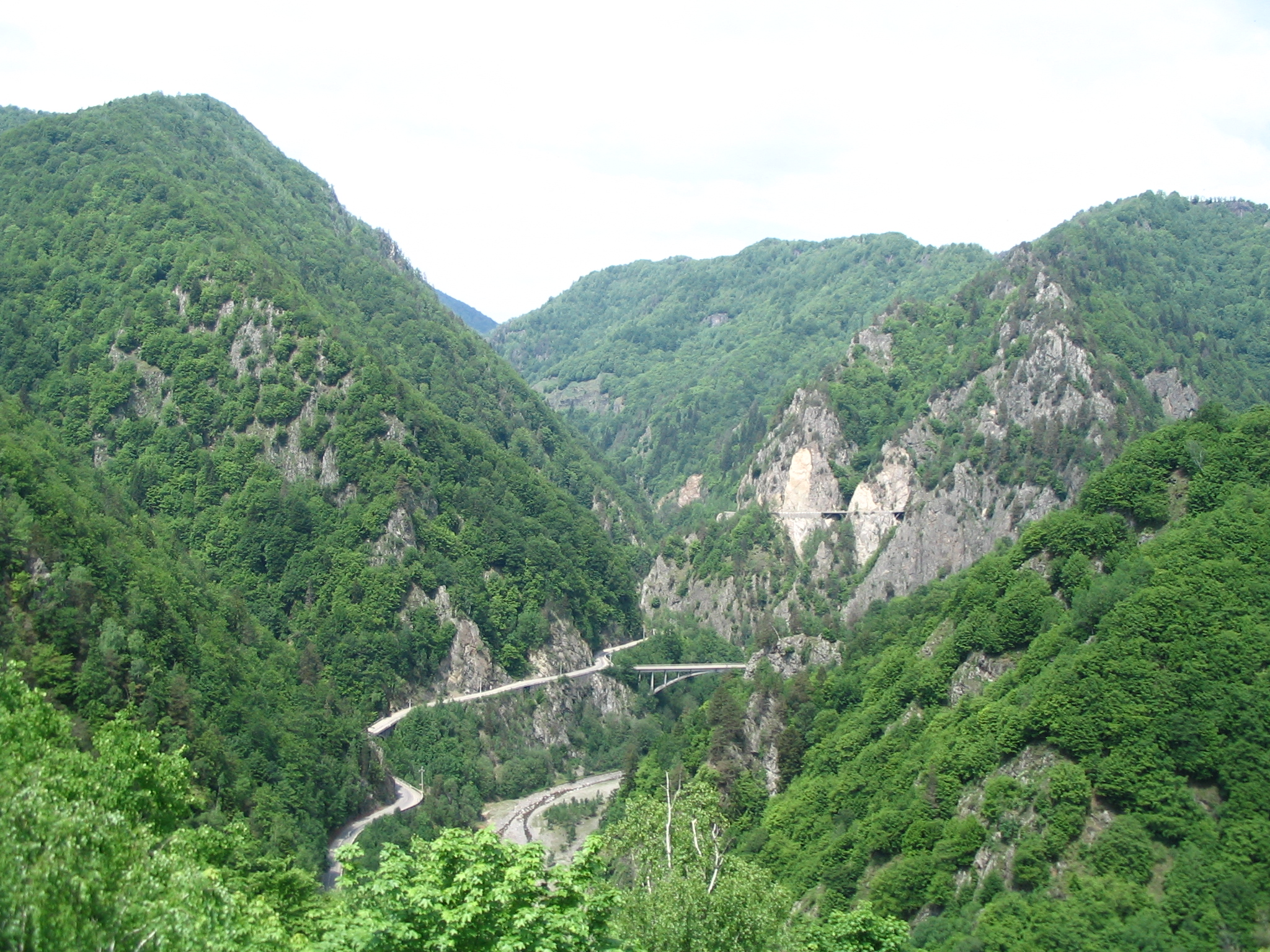
Porţiune de drum al Transfăgărăşanului, văzută din Cetatea Poenari